# Anopheles rageaui
Anopheles rageaui este o specie de țânțari din genul Anopheles, descrisă de Mattingly și Adam în anul 1954. Conform Catalogue of Life specia Anopheles rageaui nu are subspecii cunoscute.